# Eliel Faustino
Eliel Pereira Faustino Filho (Belém, 10 de março de 1965) é um engenheiro e político brasileiro, filiado ao União Brasil (UNIÃO) é deputado estadual pelo Estado do Pará por cinco mandatos.

## Biografia

### Primeiros anos e formação acadêmica
Eliel nasceu em Belém, capital do estado do Pará, no ano de 1965. Formou-se em Engenharia na Universidade Federal do Pará (UFPA), posteriormente realizando Master of Business Administration (MBA) em gerenciamento de projetos pela Fundação Getulio Vargas (FGV) em São Paulo.

### Política
Iniciou sua carreira política pelo Partido do Movimento Democrático Brasileiro (PMDB) sendo candidato em 1998 ao cargo de deputado estadual do Pará. Não foi eleito, após receber 3.035 votos.
No ano de 2000,  foi candidato a vereador pelo município de Ananindeua, no interior do Pará. Não foi eleito após receber 1.094 votos. Em 2004, disputou novamente a vereança na cidade, sendo eleito após receber 3.285 votos.
Em 2008, deixou o PMDB, filiando-se ao Partido da República (PR), sendo reeleito ao cargo. Após dois mandatos como vereador, disputou uma cadeira na Assembleia Legislativa do Pará (ALEPA), em 2010, sendo eleito após obter 28.537 votos.
Eleito deputado, disputou a prefeitura de Ananindeua em 2012, em chapa composta com Lorena Sanova (PDT). A chapa contou com apoio de outros dois partidos, o Partido Trabalhista Nacional (PTN) e o Partido Renovador Trabalhista Brasileiro(PRTB). A coligação não obteve êxito, alcançando o terceiro lugar no pleito.
Em 2014, filiou-se ao Solidariedade, disputando seu terceiro mandato como deputado estadual, obtendo êxito ao angariar 30.024 votos. No ano de 2018, filiou-se ao Democratas (DEM) e conquisto seu quarto mandato na ALEPA. Em 2021, com a fusão do DEM com o Partido Social Liberal (PSL) que originou o União Brasil (UNIÃO), Eliel passou a ser filiado ao novo partido. Pelo UNIÃO, disputou seu quinto mandato na ALEPA, não sendo eleito. Porém, em 2 de agosto de 2023, assume o cargo de deputado estadual após Victor Dias assumir o cargo de secretário de estado de ciência, tecnologia e educação superior, profissional e tecnológica do Pará, se licenciando do cargo.

#### Desempenho eleitoral
| Ano  | Cargo                     | Partido       | Votos  | Resultado  | Ref.   |
| ---- | ------------------------- | ------------- | ------ | ---------- | ------ |
| 1998 | Deputado estadual do Pará | PMDB          | 3.035  | Não eleito | [ 4 ]  |
| 2000 | Vereador de Ananindeua    | PMDB          | 1.094  | Não eleito | [ 6 ]  |
| 2004 | Vereador de Ananindeua    | PMDB          | 3.285  | Eleito     | [ 7 ]  |
| 2008 | Vereador de Ananindeua    | PR            | 4.314  | Eleito     | [ 8 ]  |
| 2010 | Deputado estadual do Pará | PR            | 28.537 | Eleito     | [ 19 ] |
| 2012 | Prefeito de Ananindeua    | PR            | 19.971 | Não eleito | [ 11 ] |
| 2014 | Deputado estadual do Pará | Solidariedade | 30.024 | Eleito     | [ 20 ] |
| 2018 | Deputado estadual do Pará | DEM           | 47.183 | Eleito     | [ 14 ] |
| 2022 | Deputado estadual do Pará | UNIÃO         | 35.424 | Não eleito | [ 21 ] |
| 2024 | Prefeito de Ananindeua    | UNIÃO         | 3.413  | Não eleito | [ 22 ] |